# Mesonychoteuthis hamiltoni
El calamar colosal (Mesonychoteuthis hamiltoni), también llamado cranquiluria antártica, es considerado la especie más grande de calamar, y el único miembro del género Mesonychoteuthis. A veces se le llama calamar antártico o calamar gigante (que no debe confundirse con el calamar gigante del género Architeuthis) y se cree que es la especie de calamar más grande en términos de masa. Según los cálculos actuales, se estima que podría alcanzar un tamaño máximo de entre 12 y 15 m, basándose en el análisis de especímenes pequeños y sin desarrollo completo; el ejemplar más largo que se ha capturado tiene unos 4,2 m.
El peso máximo estimado ronda los 750 kg, basándose en unos restos parciales que se encontraron en 1925 en el estómago de un cachalote. Hay que tener en cuenta que a su longitud contribuyen sus dos largos tentáculos prensiles (sus ocho brazos restantes son más cortos).
Esto lo transformaría en el invertebrado más grande conocido. Hasta el momento, solo se han descubierto seis ejemplares de la especie. El calamar colosal tiene formas y características diferentes de las del Architeuthis dux (conocido como «calamar gigante») y podría llegar a tamaños aún mayores que el que alcanza este.

## Biología

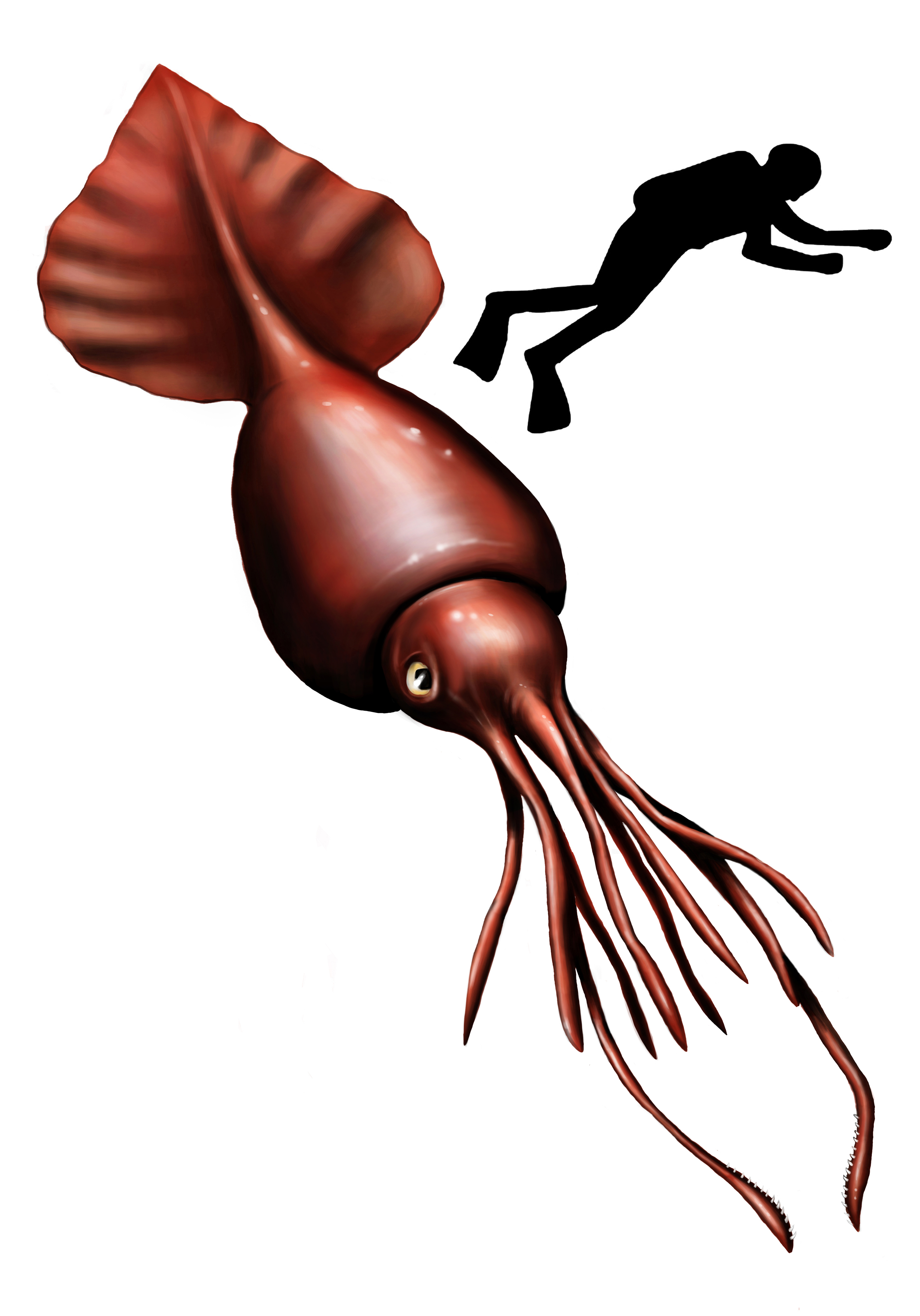
Comparación de tamaño con un humano.

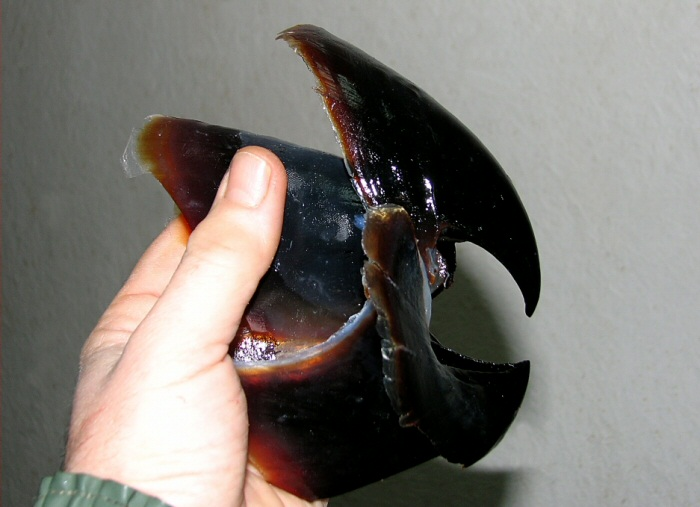
El pico de un calamar colosal.

Los calamares colosales hembras son mucho más grandes que los machos, pudiendo aquellas medir hasta 15 metros. A diferencia de otras especies de calamares gigantes que tienen ventosas guarnecidas de pequeños dientes, los tentáculos del calamar colosal terminan con una combinación de ventosas y garfios capaces de rotar 360 grados. Tiene un cuerpo más ancho, más robusto, y por lo tanto más pesado que el de otros calamares gigantes. También se sabe que tienen un manto mayor que el de los otros calamares gigantes, aunque sus tentáculos serían más cortos.
Mesonychoteuthis hamiltoni posee el pico más grande conocido entre los calamares, superando al del Architeuthis en tamaño y robustez. También se cree que el calamar colosal posee los ojos más grandes del mundo animal (incluso mayores que los del calamar gigante).
El hábitat conocido de este calamar se extiende miles de kilómetros desde el norte de la Antártida hasta el sur de América del Sur, el sur de África y el sur de Nueva Zelanda; es decir, su principal hábitat sería el Océano Glacial Antártico.
Poco se conoce sobre la vida de este animal, pero se especula con que caza presas como quetognatos y otros calamares en la profundidad del océano utilizando bioluminiscencia (posee un fotóforo sobre cada ojo). Basándose en la profundidad de la captura de algunos especímenes, así como picos encontrados en estómagos de cachalotes, el calamar colosal adulto llega a estar por lo menos a 2200 m de profundidad, mientras que los más jóvenes van hasta 1 km de profundidad.
Las hembras adultas son, en general, mayores en tamaño que los machos adultos, como es común en varias especies de invertebrados, en especial todos los cefalópodos (véase Dimorfismo sexual).
La forma de reproducción aún no ha sido observada, aunque algunos datos sobre su reproducción pueden inferirse de su anatomía. Debido a que los machos no presentan hectocotylus (un tentáculo usado por otros cefalópodos para transferir espermatóforos a la hembra), probablemente usen un pene para implantar esperma directamente en la hembra.
Muchos cachalotes llevan heridas en sus lomos que se creen causados por los garfios del calamar colosal. El calamar colosal o cranquiluria antártica es una presa común de los cachalotes del océano Antártico; el 14 % de los picos de calamares encontrados en los estómagos de cachalotes son de calamar colosal, lo que indica que el calamar colosal llega al 77 % de la biomasa consumida por estos cetáceos Otros animales también se alimentan de este calamar, incluyendo cetáceos como los zifios y berardios (Ziphiidae) y calderones (Globicephala macrorhynchus), elefantes marinos, la merluza negra y algunas especies de tiburones y albatros.
Sin embargo, solo se encontraron picos de especímenes adultos en aquellos animales de porte suficiente como para tomar tal presa (por ejemplo, los cachalotes y los tiburones soñolientos Somniosus pacificus), mientras que otros predadores se limitan a alimentarse de crías o especímenes jóvenes.

## Verdad o mitología
Existen indicios de que pueden existir calamares mucho mayores que las especies conocidas de Architeuthis (calamar gigante) y Mesonychoteuthis (calamar colosal).
Como siempre cuando se habla de misterios, las creencias vienen en primer lugar por testimonios de marinos que dicen haberlos visto, testimonios que carecen de validez científica. En 1903 se observó un calamar de 50 metros en Noruega[cita requerida], y en 1933 uno de 22 metros en aguas de Terranova[cita requerida].
En ocasiones los cachalotes moribundos vomitan el contenido de su estómago. Algunos balleneros han observado en esos casos fragmentos desmesurados de brazos de calamar.
Además de todo esto, en la piel de algunos cachalotes se han constatado enormes cicatrices de ventosas. De su diámetro, que llega a alcanzar hasta cuarenta centímetros, se puede calcular que fueron infligidas por calamares que, si pertenecen al género Architeuthis, deben tener hasta un centenar de metros de longitud. Si correspondieran a especies que poseen otras proporciones corporales sus dimensiones podrían ser menores, pero también mayores. El único detalle es que no se conoce ninguna especie de calamar que posea ventosas tan grandes como las que pueden haber dejado esas marcas. Sin embargo este no es indicio suficiente para especular si un calamar aún más grande que el calamar colosal provocó tales cicatrices, ya que una cicatriz puede aumentar de tamaño conforme el cachalote vaya creciendo. A menos que se sepa que tales cicatrices son recientes, no sería una prueba concluyente.[cita requerida]

## Cronología

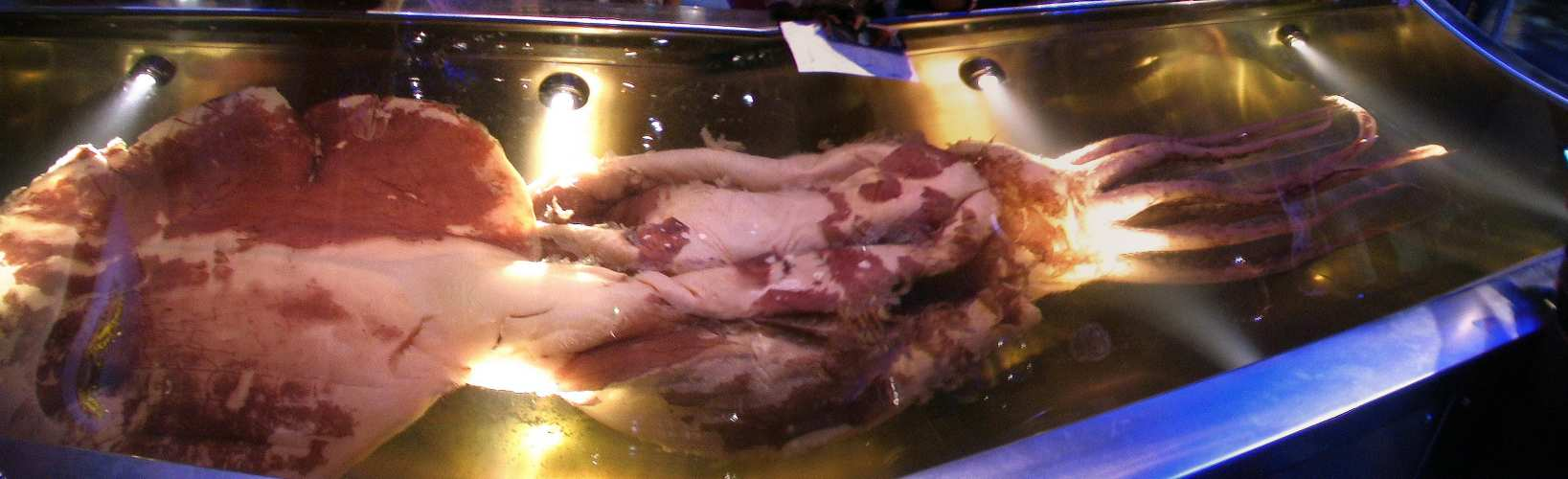
Exhibición de un calamar colosal en el museo Te Papa Tongarewa, en Wellington (Nueva Zelanda).

La especie fue descubierta por primera vez en 1925, al descubrirse dos tentáculos en el estómago de un cachalote.
- 1981: Un barco rastreador soviético en el mar de Ross, en la costa de la Antártida, pescó un calamar grande con una longitud total de 4 m, que fue identificada más adelante como una hembra inmadura de la especie Mesonychoteuthis hamiltoni.
- 2003: Un espécimen completo fue capturado cerca de la superficie, en el mar de Ross, con una longitud total de 6 m (2,5 m para el manto) y un peso de 195 kg. El ejemplar se encontraba devorando una merluza negra de dos metros.
- 2005: El 27 de junio se capturó un espécimen a 1625 m de profundidad mientras se retiraba una línea larga de pesca desde la isla Georgia del Sur. Aunque no se pudo obtener el manto, se estima que su tamaño era superior a los 2,5 m, y sus tentáculos medían 2,3 m; con un peso entre 150 y 200 kg[7]
- 2007: Una hembra fue capturada por un barco de pesca de Nueva Zelanda cerca de la Antártida. El espécimen pesó 495 kg e inicialmente se estimó que tenía una longitud total de 10 m. Luego de ser examinado, midió solamente 4,2 m y actualmente es exhibido en el museo neozelandés, Te Papa Tongarewa. Ha sido el calamar más grande capturado hasta esta fecha.[3]